# Козлов, Александр Николаевич (партийный деятель)
Александр Николаевич Козлов — советский хозяйственный, государственный и политический деятель.

## Биография
Родился в 1908 году в Малоярославце. Член КПСС.
С 1925 года — на хозяйственной, общественной и политической работе. В 1925—1957 гг. — ученик плотника, электромонтер, авиамоторист, младший авиатехник 6-й авиабригады, инструктор, секретарь Ленинградского райкома ВКП(б) города Москвы, парторг ЦК ВКП(б) на заводе № 30 НКАП СССР, заместитель заведующего отделом, второй, первый секретарь Ленинградского райкома КПСС города Москвы, первый секретарь Алма-Атинского горкома КП Казахстана.
Делегат XIX съезда КПСС.
Умер после 1957 года.